# گروه لوفت‌هانزا
گروه لوفت‌هانزا (انگلیسی: Lufthansa Group) شرکت هلدینگ هواپیمایی آلمانی است.